# Metagonia blanda
Metagonia blanda là một loài nhện trong họ Pholcidae. Loài này được phát hiện ở Guatemala và Honduras.